# Пасіфая
Пасіфая (грец. Πασιφάη) — дочка Геліоса й Персеїди, сестра Еета й Кірки, дружина Міноса, мати Андрогея, Девкаліона, Главка, Катрея, Акалли, Ксенодіки, Аріадни і Федри. Під впливом Афродіти, яка заприсяглася помститись усьому родові Геліоса, за те, що він відкрив Гефестові її зраду з Аресом, Пасіфая запалала нестримною пристрастю до бика. Від цього зв'язку вона народила Мінотавра.
Також Пасіфая — лаконська богиня-провісниця, дочка Атланта, іноді ототожнювана з Кассандрою або Дафною. У храмі Пасіфаї в Таламах прочани намагалися заснути, щоб уві сні почути або побачити провісницю.

## У культурі

### У літературі
- Пасіфая (Пасифая) - персонаж роману Медлін Міллер «Цирцея», є сестрою головної героїні книги Цирцеї, дочкою Геліоса та Перси. Має здібності чарівниці, як і її сестра та брати Перс та Еет. Після статевого акту зі священним білим биком Пасифая закликає Цирцею допомогти їй у народженні чудовиська Мінотавра. Водночас між сестрами складні стосунки: їм важко прийняти свої розбіжності.

### У кіно
- Пасіфая є персонажем фентезійно-пригодницького телесеріалу BBC One «Атлантида». Її роль виконує Сара Періш. За серіалом, колишню королеву Атлантиди Пасіфаю вигнали з королівства, коли вона зрадила свого чоловіка, царя Міноса. Королева втекла до Колхіди, але через свою непереборну жагу до влади вона прагне попри все повернути трон. Пасіфая робить усе можливе, аби відібрати місто в Аріадни. Через ненависть, жадібність та вроджені магічні здібності Пасіфая небезпечніша, ніж будь-коли.[7]

### В образотворчому мистецтві

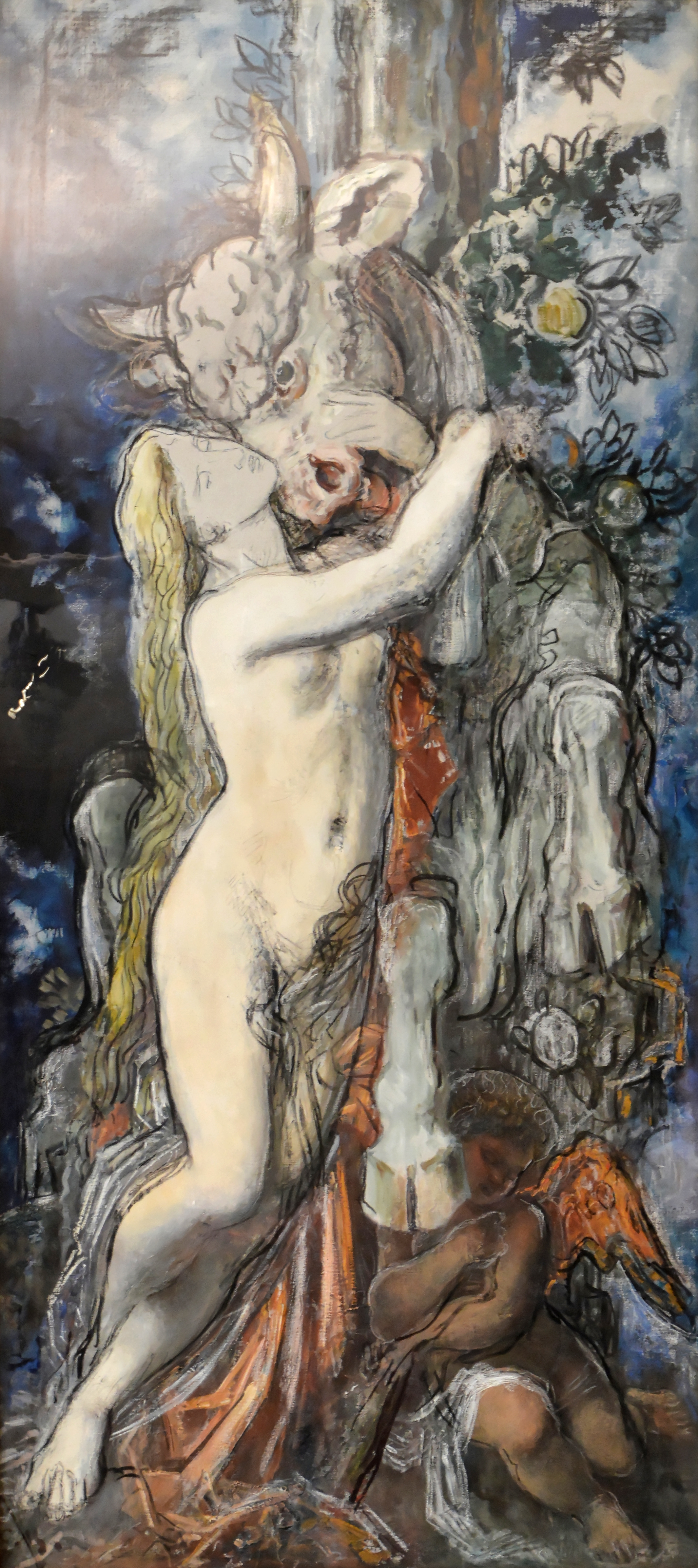
"Пасіфая і Критський бик" (XIX ст.) Гюстав Моро

Скульптура Оскара Еструги в Іспанії

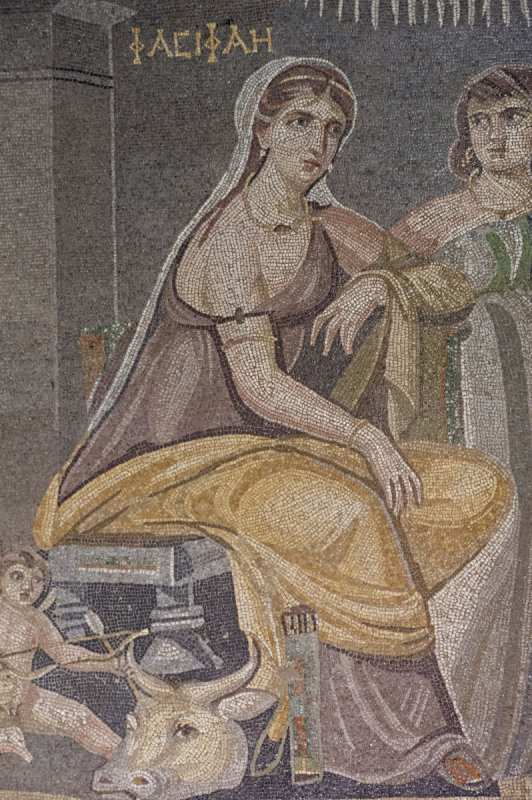
"Пасіфая сидить на троні", римська мозаїка з Музею мозаїк Зеугми

## У науці

### Астрономія
Один із супутників Юпітера Пасіфе, відкритий у 1908 році, названий на честь Пасіфаї. 

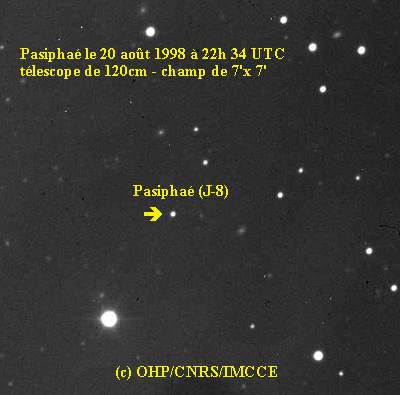
Пасіфе cфотографований обсерваторією Верхнього Провансу в серпні 1998 року